# To Sir, With Love
To Sir, With Love ist ein 1959 erschienener autobiografischer Roman von E. R. Braithwaite.

## Inhalt
Der aus Guyana stammende, in den USA und England ausgebildete Rick Braithwaite hat von 1940 bis 1945 bei der Royal Air Force gedient. Nach seiner Ausmusterung versucht er längere Zeit vergeblich, eine seiner Qualifikation entsprechende Anstellung als Nachrichteningenieur zu finden, wird jedoch aus vorgeschobenen Gründen – in Wirklichkeit wegen seiner Hautfarbe – immer wieder abgewiesen. Schließlich bewirbt er sich um eine Lehrerstelle und wird tatsächlich angenommen, muss seinen Dienst allerdings in einem „sozialen Brennpunkt“, dem Londoner East End, antreten.
Sein erster Eindruck von der Greenslade Secondary School ist erschreckend und beängstigend: eine undisziplinierte Horde von Jugendlichen aus der Unterschicht mit schlechten Manieren, vulgärer Sprache und wenig Respekt vor Autoritäten. Auch die Philosophie des Schulleiters Mr Florian erweckt zunächst seine Skepsis: Die Schüler sollen in der Schule das erhalten, was ihnen zu Hause fehlt: Zuneigung, Vertrauen und Führung, eine Erziehung ohne Zwang und körperliche Züchtigung – „disciplined freedom“. Doch Braithwaite nimmt die Herausforderung an.
Anfangs stößt er bei seinen Schülern (er hat die Abschlussklasse seines gescheiterten Kollegen Hackman übernommen) auf Gleichgültigkeit: Sie erledigen zwar die ihnen gestellten Aufgaben, jedoch ohne Interesse und Begeisterung. Es folgt eine Phase, in der seine Autorität auf die Probe gestellt wird: Die Schüler stören den Unterricht durch Knallen mit ihren verstellbaren Tischplatten und durch vulgäres Benehmen und Reden. In seinem Bemühen, die Schüler zu disziplinieren, kommt Braithwaite eines Tages eine Idee, die sich tatsächlich als effektiv erweist: Indem er die Schüler wie Erwachsene behandelt und dies auch von den Schülern untereinander erwartet (so müssen die Jungen die Mädchen mit „Miss“ anreden, Braithwaite selbst lässt sich „Sir“ nennen), bringt er sie dazu, sich insgesamt erwachsener zu verhalten. Die Atmosphäre im Klassenraum und die Beziehung zwischen Lehrer und Schülern verbessert sich immer mehr (nur ein Schüler namens Denham muss von Braithwaite zuerst im Boxkampf besiegt werden, bevor er die Autorität des Lehrers anerkennt); schließlich werden sogar gemeinsame Museums- und Theaterbesuche möglich, womit niemand im Kollegium gerechnet hatte.
Der zunehmenden Akzeptanz durch die Schüler stehen noch gelegentliche private Demütigungen gegenüber. So wird Braithwaite eine Wohnung, für die er sich interessiert, wegen seiner Hautfarbe verweigert, und sein Kollege Weston reizt ihn immer wieder mit ironischen Anspielungen. Als er mit seiner Kollegin Gillian Blanchard, in die er sich verliebt hat, ein teures Restaurant besucht, werden sie bewusst schlecht behandelt; auch Gillians Eltern sind über den schwarzen Freund ihrer Tochter anfangs wenig begeistert. Braithwaite gelingt es jedoch, sich durch Charme und Intelligenz Sympathie zu verschaffen. Am Ende des Schuljahres, als seine Schüler die Schule verlassen, überreichen sie ihm ein Paket mit der Aufschrift „To Sir, With Love“.

## Hintergrund
Das Buch geht auf Erlebnisse des Autors während seiner Zeit als Lehrer im Londoner East End 1950–57 zurück. Die romanhafte Anlage mit detaillierten Personenbeschreibungen und spannungsreichen Dialogen sowie gewisse Diskrepanzen zum Lebenslauf des Autors lassen allerdings den Schluss zu, dass es sich nicht um eine 1:1-Wiedergabe der Wirklichkeit, sondern um eine maßvolle Fiktionalisierung handelt. So kommt der Ich-Erzähler des Buches bereits 1939 zum Studium nach England, nachdem er in den USA einen ersten Universitätsabschluss erworben und zwei Jahre in Venezuela gearbeitet hat; der Autor dagegen studierte noch bis 1940 in New York, diente dann bis 1945 in der Royal Air Force und schloss seine Studien erst 1949 an der Universität Cambridge ab.

## Rassismusthematik
Eines der zentralen Themen des Buches ist die Entwicklung von Braithwaites persönlicher Strategie im Umgang mit Rassismus. Bevor er nach Großbritannien kam, betrachtete er den British Way of Life (wie die meisten Bewohner der ehemaligen britischen Kolonien) als Verkörperung von Gerechtigkeit, Toleranz, Freiheit, Demokratie und Menschenrechten. Es ist für ihn daher eine ernüchternde und schockierende Erfahrung, in Großbritannien auf Intoleranz, Vorurteile und Diskriminierung zu stoßen. Anders als in den USA wird diese rassistische Haltung aber nie offen geäußert oder zugegeben, sondern unter einer Maske von Höflichkeit versteckt. Nach Braithwaites langer vergeblicher Arbeitssuche verwandeln sich seine Enttäuschung und Desillusionierung allmählich in Hass: Er wittert überall Antipathie, erzeigt Weißen keine Höflichkeit mehr und betrachtet sogar weiße Kinder mit Feindseligkeit. Erst durch einzelne Begegnungen mit vorurteilslosen und hilfsbereiten Weißen gelingt es ihm, wieder zu einer positiven Haltung ihnen gegenüber zurückzufinden. Er lernt, nicht zurückzuschlagen, sondern gelassen zu reagieren und sich dadurch als moralisch überlegen zu erweisen:

„beating people up never solves anything. [...] I do mind, but I’m learning how to mind and still live. At first it was terrible, but gradually I’m learning what it means to live with dignity inside my black skin.“

## Rezeption
Braithwaites erstes Buch ist bis heute sein erfolgreichstes; sowohl in England als auch in den USA erlebte es mehrere Dutzend Auflagen. Die New York Times lobte es als „bewegendes und begeisterndes“ Buch, das der Leser „schnell verschlingt, langsam bedenkt und nicht vergisst“. Kritiker bemängelten allerdings, dass Braithwaite das Problem des Rassismus auf rein individueller Basis behandle; seine persönliche Strategie, durch Bekämpfung seines Hasses und Vergebungsbereitschaft moralische Überlegenheit zu gewinnen, trage nichts zur Veränderung der gesellschaftlichen Verhältnisse bei. Auch die als eitel und selbstgefällig empfundene Selbstdarstellung Braithwaites wurde kritisiert.
Eine deutsche Übersetzung von To Sir, With Love erschien 1960 unter dem Titel Mit Liebe: Erlebnisroman um junge Menschen im Forum-Verlag (Wien/Hannover/Basel). Sieben Jahre später folgte eine Kurzfassung in Reader’s Digest Auswahlbüchern Bd. 47 (1/1967). Dauerhafte Popularität konnte das Buch im deutschsprachigen Raum jedoch nicht erlangen.

## Verfilmung
To Sir, With Love wurde 1967 von James Clavell mit Sidney Poitier in der Hauptrolle verfilmt. Die deutsche Fassung trug ursprünglich den Titel Junge Dornen; der DVD-Titel lautet Herausgefordert.